# Iana Dobrovolskaïa
Pour les articles homonymes, voir Dobrovolskaïa.
Iana Denisovna Dobrovolskaïa (en russe : Яна Денисовна Добровольская), née le 8 décembre 1997 à Tioumen en Russie, est un mannequin russe couronnée Miss Russie 2016.
Elle est également championne européenne et médaillée d'argent aux mondiaux de danse sportive.